# Стивенсон, Памела
Паме́ла Хе́лен Сти́венсон, леди Ко́ннолли (англ. Pamela Helen Stephenson, Lady Connolly; род. 4 декабря 1949, Такупана, Окленд, Новая Зеландия) — новозеландская актриса, комедиантка, певица и психолог. Наиболее известна как участница музыкально-юмористической телепрограммы «Субботним вечером в прямом эфире» в 1984—1985 годах. В конце 1980-х годов, после ухода из кинематографа, занялась клинической психологией.
Почётный доктор Университета Роберта Гордона (2009).

## Личная жизнь
Первый брак Памелы с актёром Николасом Боллом (род.1946) окончился разводом.
С 20 декабря 1989 года Памела замужем за актёром Билли Коннолли (род.1942). К моменту свадьбы у пары уже было трое дочерей: Дейзи Коннолли (род.1983), Эми Конноли (род.1986) и Скарлетт Лайла Коннолли (род.1989).

## Избранная фильмография
| Год       |   | Русское название                 | Оригинальное название | Роль             |
| --------- | - | -------------------------------- | --------------------- | ---------------- |
| 1984—1985 | с | Субботним вечером в прямом эфире | Saturday Night Live   | разные персонажи |